# Gérard Calvet

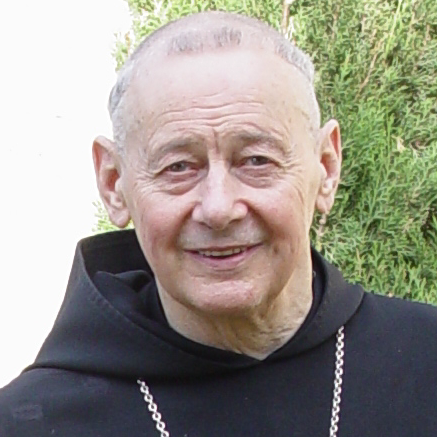
Gérard Calvet

Gérard Calvet OSB (* 18. November 1927 in Bordeaux; † 28. Februar 2008 in Le Barroux) war Gründer und erster Abt der altritualistischen Benediktinerabtei Sainte-Madeleine du Barroux (Vaucluse).

## Leben

### Benediktiner in Madiran, Tournay und Brasilien
Calvet trat 1950 der Ordensgemeinschaft der Benediktiner (Olivetaner) in Madiran im französischen Département Hautes-Pyrénées in der damaligen Region Aquitanien bei. Nach Verlegung der Abtei 1952 nach Tournay (nicht: Tournai) empfing er dort am 13. Mai 1956 die Priesterweihe. Von 1963 bis 1968 wirkte er in Brasilien.

### Einsiedler und Gründung einer Gemeinschaft mit dem tridentinischen Ritus
Nach Annahme der Liturgiereform des Zweiten Vatikanischen Konzils durch die Abtei Tournay zog er sich zunächst in die Abtei Fontgombault und die Kartause von Montrieux zurück, lebte ab 1969 als Einsiedler in den französischen Alpen, seit 1970 in Bédoin. Dort schlossen sich ihm junge Novizen zur Pflege der Tridentinischen Messe an. Ab 1972/1974 waren er und sein Konvent mit Erzbischof Marcel Lefebvre und der Priesterbruderschaft St. Pius X. verbunden. Darüber kam es zum Bruch mit dem Abt von Tournay und der Benediktiner-Kongregation von Subiaco. Calvet begann mit seiner Gemeinschaft 1978 mit dem Klosterbau in Le Barroux (Erzbistum Avignon), wohin sie 1981 übersiedelten. 1986 Gründung des Tochterklosters Santa Cruz in Nova Friburgo bei Rio de Janeiro in Brasilien.

### Rekonzilierung des Klosters

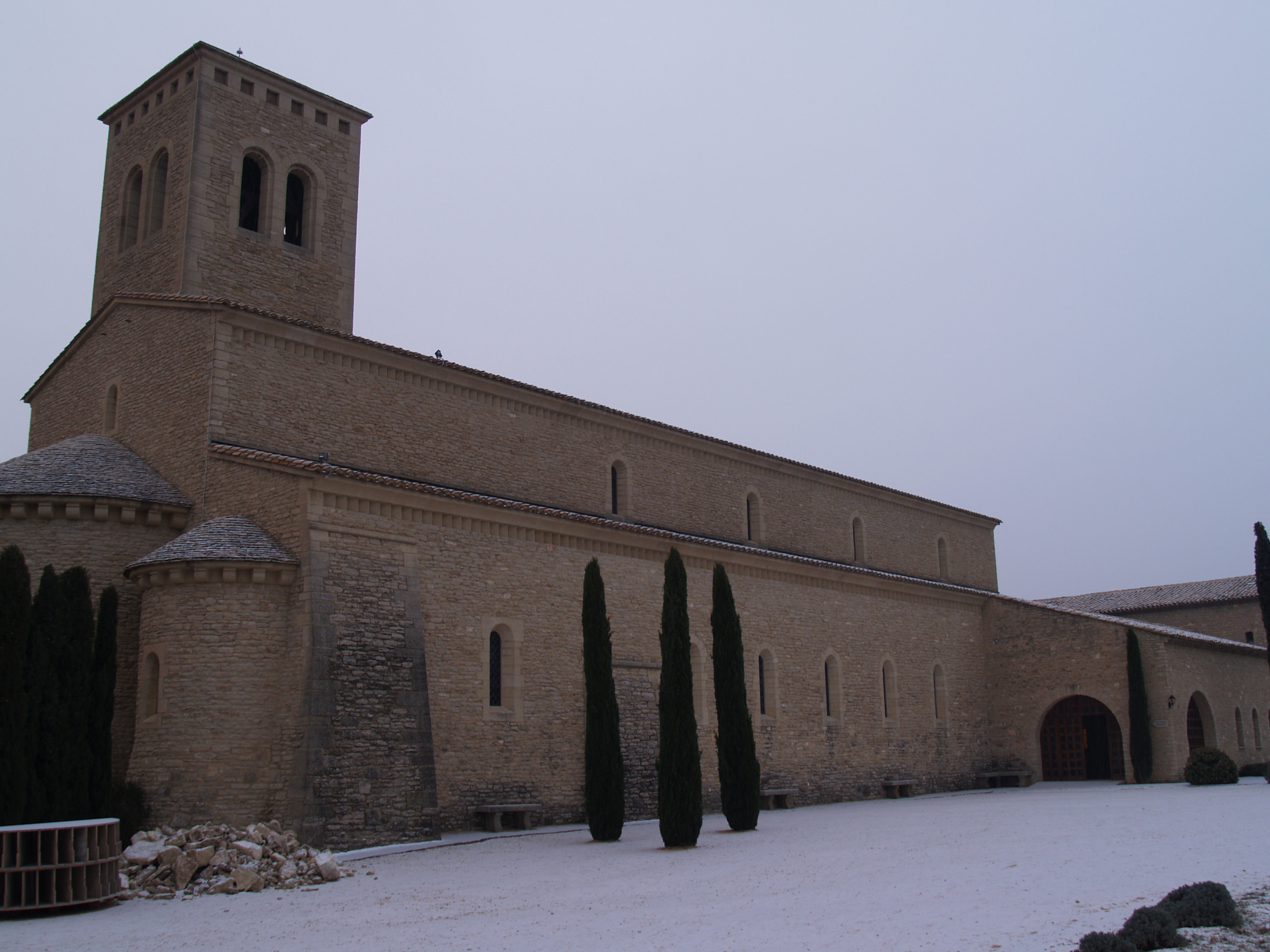
Die Abtei Sainte-Madeleine du Barroux

Auf der Grundlage des Motu proprio Ecclesia Dei adflicta Papst Johannes Pauls II. wurde Calvets Gemeinschaft am 29. Juli 1988 mit dem Heiligen Stuhl rekonziliert und in die volle Gemeinschaft der katholischen Kirche aufgenommen. Ein nicht geringer Teil der Mönche verweigerte die Union und verließ den Konvent. Auch Calvets Klostergründung Santa Cruz in Nova Friburgo (Brasilien) folgte ihm nicht.

### Abt
Nach der kanonischen Erhebung von Le Barroux zur autonomen Abtei durch die päpstliche Kommission Ecclesia Dei am 18. Juni 1989 weihte deren Vorsitzender, Paul Augustin Kardinal Mayer, am 2. Juli 1989 Gérard Calvet zum Abt. Am 2. Oktober 1989 wurde die Klosterkirche eingeweiht, am 21. November 2002 das Priorat Sainte-Marie de la Garde in Saint-Pierre-de-Clairac gegründet. In Le Barroux erlernten auch junge deutsche Priester den alten römischen Ritus. 1995 weilte der damalige Kardinal Ratzinger in dem Kloster, welches fünf Jahre vorher das alte Messbuch neu hatte drucken lassen und mit einem Vorwort von Ratzinger versehen hatte.

### Lebensabend
Mit Erreichen des 75. Lebensjahres trat Calvet im November 2003 vom Amt des Abtes zurück. Sein Nachfolger wurde Abt Louis-Marie de Geyer d’Orth (* 25. März 1967; seit 1991 Mönch von Le Barroux). Am 25. September 2008 wurde Calvets Gründung als Mitglied der Kongregation von Subiaco und Montecassino in die Benediktinische Konföderation aufgenommen.

## Schriften
- Catéchisme des anges. Éditions Sainte-Madeleine, Le Barroux 2007, ISBN 978-2-906972-59-9.